# Young Lions
Die Young Lions sind eine U23-Mannschaft aus Singapur, die in der höchsten Liga, der Singapore Premier League, spielt. Die Mannschaft wurde im Jahr 2002 ins Leben gerufen und nimmt seitdem an der Premier League teil. Um den jungen U23-Nationalspielern und auch Perspektivspielern mehr Spielpraxis zu verschaffen, entschloss sich die FAS, eine Mannschaft zu formen, welche unter professionellen Bedingungen in der Premier League spielen könne. Die Mannschaft und die Spieler unterstehen auch direkt der FAS.

## Stadion
Seine Heimspiele trägt der Verein im Jalan Besar Stadium in Kallang aus. Die Sportstätte hat ein Fassungsvermögen von 6000 Zuschauern. Eigentümer sowie Betreiber ist das Singapore Sports Council.

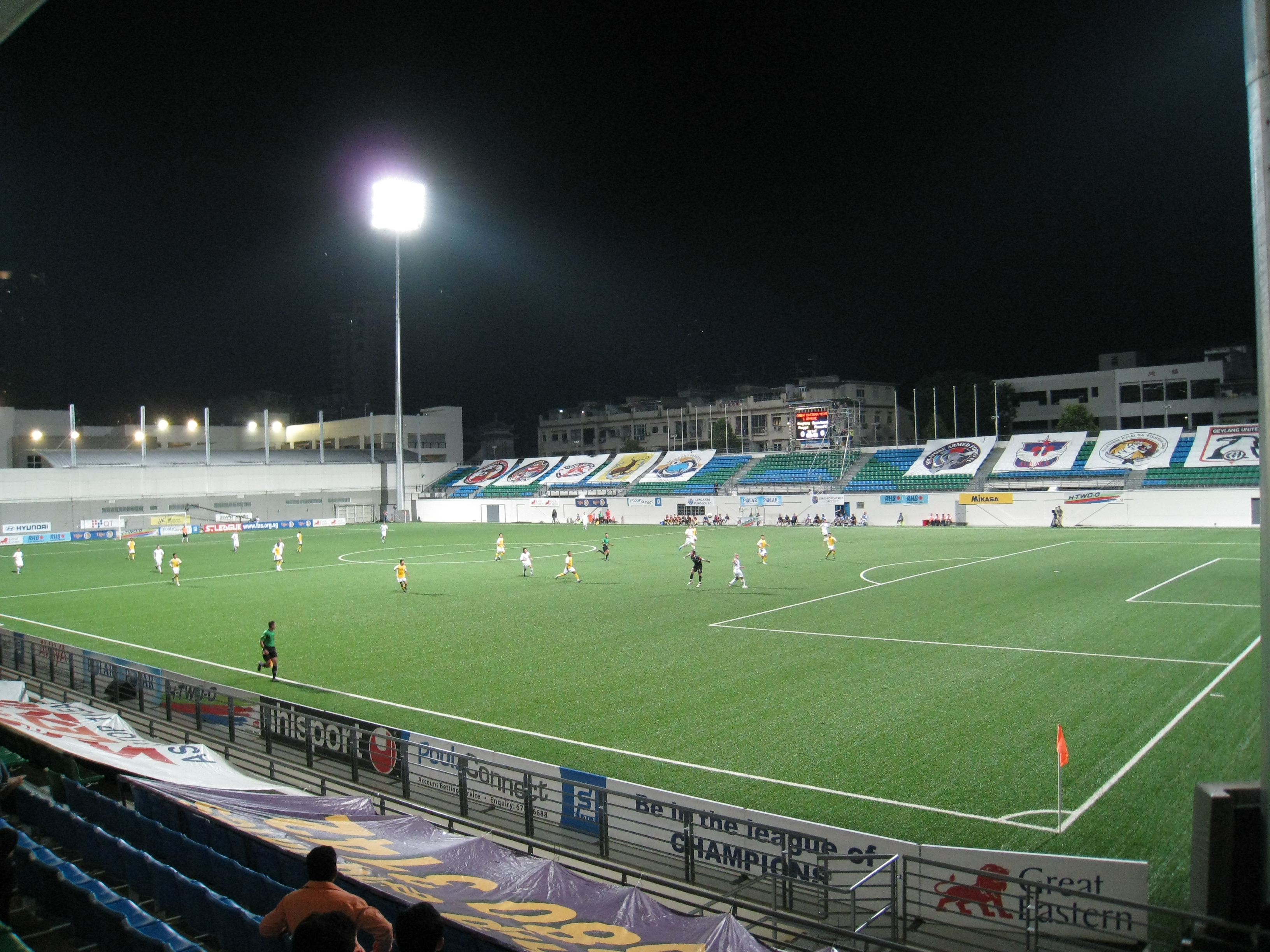
Jalan Besar Stadium

Koordinaten: 1° 18′ 36,1″ N, 103° 51′ 37,2″ O

## Saisonplatzierung
| Saison  | Liga                     | Teams | Platz | Singapore Cup    |
| ------- | ------------------------ | ----- | ----- | ---------------- |
| 2009    | S. League                | 12    | 8.    | Vorrunde         |
| 2010    | S. League                | 12    | 9.    | 4. Platz         |
| 2011    | S. League                | 12    | 9.    | –                |
| 2012    | S. League                | 13    | 10.   | –                |
| 2013    | S. League                | 12    | 12.   | Vorrunde         |
| 2014    | S. League                | 12    | 10.   | –                |
| 2015    | S. League                | 10    | 9.    | –                |
| 2016    | S. League                | 9     | 9.    | Vorrunde         |
| 2017    | S. League                | 9     | 9.    | –                |
| 2018    | Singapore Premier League | 9     | 7.    | –                |
| 2019    | Singapore Premier League | 9     | 8.    | –                |
| 2020    | Singapore Premier League | 8     | 7.    | keine Austragung |
| 2021    | Singapore Premier League | 8     | 8.    | keine Austragung |
| 2022    | Singapore Premier League | 8     | 8.    | Gruppenphase     |
| 2023    | Singapore Premier League | 9     | 9.    | Gruppenphase     |
| 2024/25 | Singapore Premier League | 9     | 8.    | Gruppenphase     |

## Trainer seit 2009
| Name                    | Zeit bei Young Lions | Zeit bei Young Lions |
| Name                    | von                  | bis                  |
| ----------------------- | -------------------- | -------------------- |
| Varadaraju Moorthy      | 1. Januar 2009       | 31. Dezember 2010    |
| Robin Chitrakar         | 1. Januar 2011       | 13. Januar 2013      |
| Aide Iskandar           | 14. Januar 2013      | 11. Juni 2015        |
| Jürgen Raab             | 1. Juli 2015         | 13. Januar 2016      |
| Richard Tardy (interim) | 1. Januar 2016       | 15. Februar 2016     |
| Patrick Hesse           | 15. Februar 2016     | 9. November 2016     |
| V Selvaraj              | 9. November 2016     | 17. Mai 2017         |
| Richard Tardy (interim) | 17. Mai 2017         | 5. Juli 2017         |
| Vincent Subramaniam     | 5. Juli 2017         | 14. Dezember 2017    |
| Fandi Ahmad             | 14. Dezember 2017    | heute                |
| Nazri Nasir             | 1. Januar 2020       | 10. März 2021        |
| Philippe Aw             | 11. März 2021        | 31. Dezember 2021    |
| Nazri Nasir             | 1. Januar 2022       | heute                |